# San Miguel de Allende, Puebla
San Miguel de Allende är en ort i Mexiko.   Den ligger i kommunen Zacapala och delstaten Puebla, i den sydöstra delen av landet, 150 km sydost om huvudstaden Mexico City. San Miguel de Allende ligger 1 506 meter över havet och antalet invånare är 138.
Terrängen runt San Miguel de Allende är varierad. Runt San Miguel de Allende är det glesbefolkat, med 19 invånare per kvadratkilometer. Närmaste större samhälle är San Sebastián Tenango, 16,8 km nordväst om San Miguel de Allende. I omgivningarna runt San Miguel de Allende växer huvudsakligen savannskog.